# Campionati europei di judo 1962
I Campionati europei di judo 1962  sono stati la 11ª edizione della competizione organizzata dalla European Judo Union.
Si sono svolti a Essen, in Germania Ovest, dal 12 al 13 maggio 1962.

## Medagliere
| Pos.   | Nazione          | Oro | Argento | Bronzo | Totale |
| ------ | ---------------- | --- | ------- | ------ | ------ |
| 1      | Spagna           | 5   | 2       | 0      | 7      |
| 2      | Francia          | 3   | 0       | 3      | 6      |
| 3      | Unione Sovietica | 2   | 2       | 0      | 4      |
| 4      | Germania Est     | 1   | 1       | 3      | 5      |
| 5      | Regno Unito      | 1   | 0       | 1      | 2      |
| 6      | Belgio           | 1   | 0       | 0      | 1      |
| 7      | Paesi Bassi      | 0   | 3       | 2      | 5      |
| 8      | Italia           | 0   | 2       | 0      | 2      |
| 9      | Germania Ovest   | 0   | 0       | 2      | 2      |
| 10     | Cecoslovacchia   | 0   | 0       | 1      | 1      |
| 10     | Ungheria         | 0   | 0       | 1      | 1      |
| 10     | Svizzera         | 0   | 0       | 1      | 1      |
| 10     | Jugoslavia       | 0   | 0       | 1      | 1      |
| Totale | Totale           | 8   | 8       | 16     | 32     |

## Podi

### Uomini
| Evento    | Oro                   | Argento           | Bronzo                           |
| 1st dan   | Marcel Etienne        | Boris Mishchenko  | Tamas David Peter Herrmann       |
| 2nd dan   | Anzor Kibrotsashvili  | Remo Venturelli   | Borivoje Cvejić Wolfgang Ehler   |
| 3rd dan   | Alan Petherbridge     | Theo van Ierland  | Michel Franceschi John Ryan      |
| 4th dan   | Jean-Pierre Dessailly | Nicola Tempesta   | Michel Bourgoin                  |
| 68 kg     | André Bourreau        | Erich Zielke      | Frantisek Kuna Michel Lesturgeon |
| 80 kg     | Lionel Grossain       | Jaap Mackay       | Otto Smirat Alfred Karatchuk     |
| 80+ kg    | Herbert Niemann       | Willem Dadema     | Karl Nitz Adri Smits             |
| Gara open | Anzor Kiknadze        | Michail Lukatchev | Theo van Ierland Beludze         |